# Neublans-Abergement
Neublans-Abergement là một xã của tỉnh Jura, thuộc vùng Bourgogne-Franche-Comté, miền đông nước Pháp.